# Mansión Jerome
La Mansión Jerome era una mansión ubicada en la esquina de la Calle East 26 y la avenida Madison, frente a Madison Square Park en el moderno vecindario de NoMad en Manhattan, Nueva York (Estados Unidos). Fue el hogar del financiero Leonard Jerome, uno de los hombres más ricos e influyentes de la ciudad de mediados a finales del siglo XIX. Fue construida entre 1859 y 1865, y demolida en 1967. 

## Historia
La mansión de seis pisos contaba con un techo abuhardillado, que estaba de moda en ese momento, así como un teatro de 600 butacas, una sala de desayunos que podía servir hasta setenta personas, un salón de baile blanco y dorado con fuentes de champán y colonia, y una "espléndida" vista del parque. La hija de Jerome, Jennie Jerome, que creció en la mansión, era la madre de Winston Churchill.
Cuando Jerome se mudó a la zona residencial, la mansión se vendió y albergó una serie de clubes privados, incluido el Union League Club de 1868 a 1881, el University Club y el Turf Club. Desde 1899, albergó el Manhattan Club, un bastión de políticos demócratas como Samuel J. Tilden, Grover Cleveland, Franklin Delano Roosevelt y Alfred E. Smith. El 23 de noviembre de 1869, allí se fundó el Museo Metropolitano de Arte.
Fue declarada hito en 1965, pero cuando el propietario no pudo encontrar un comprador para él después de dos años, se permitió su demolición en 1967, para ser reemplazado por el New York Merchandise Mart.